# Museo della metropolitana di Budapest
Il Museo della metropolitana di Budapest (in ungherese Földalatti Vasúti Múzeum, "Museo della ferrovia sotterranea") è un museo di Budapest, capitale dell'Ungheria.

## Storia
Il museo fu aperto il 26 ottobre 1975 all'interno di un tunnel dismesso della stazione di Deák Ferenc tér. Fu rinnovato nel 1996, per il centenario della metro.

## Descrizione
Al suo interno è stata ricreata una stazione in pieno stile dei primissimi anni dell'apertura della linea Linea M1 anche denominata "metropolitana del millennio" la più antica linea dell'Europa continentale, inaugurata nel 1896 per volere dell'imperatore austro-ungarico Francesco Giuseppe. Nel museo si possono ammirare alcuni treni che hanno fatto la storia della metrò della capitale magiara, tutti accessibili ai visitatori, con al loro interno manichini con i vestiti dell'epoca. Insieme ai mezzi si possono trovare documenti, vecchi biglietti di ogni epoca, vecchie piantine della rete metropolitana, fotografie, modelli in scala degli attuali convogli che circolano a Budapest ed infine reperti storici riemersi durante gli scavi delle varie linee del metrò.
Il museo è aperto da martedì a domenica dalle 10 alle 17 ad eccezione del lunedì che è giorno di chiusura, il biglietto di ingresso costa 350 HUF.

## Galleria d'immagini

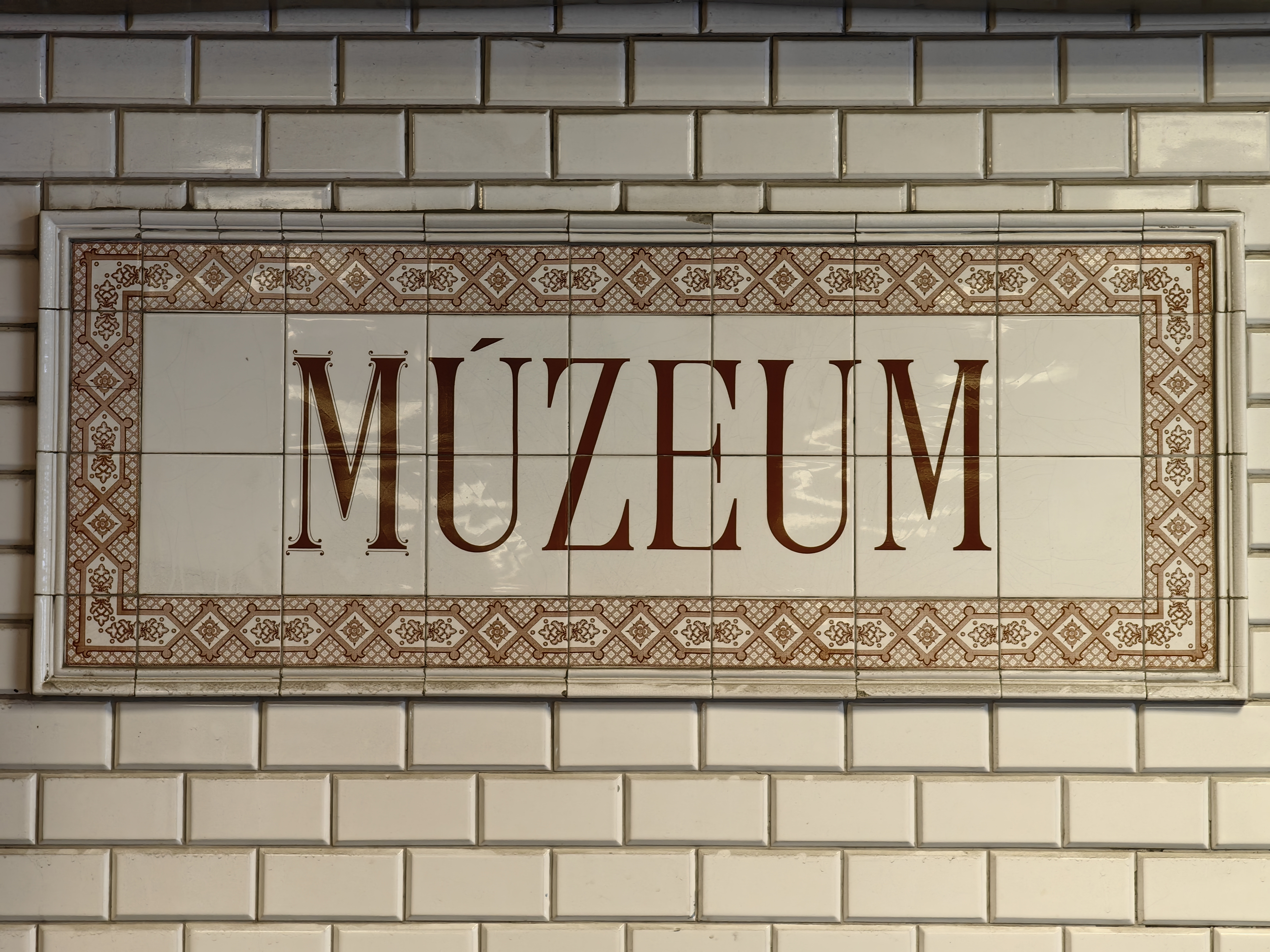
Targa in porcellana Zsolnay
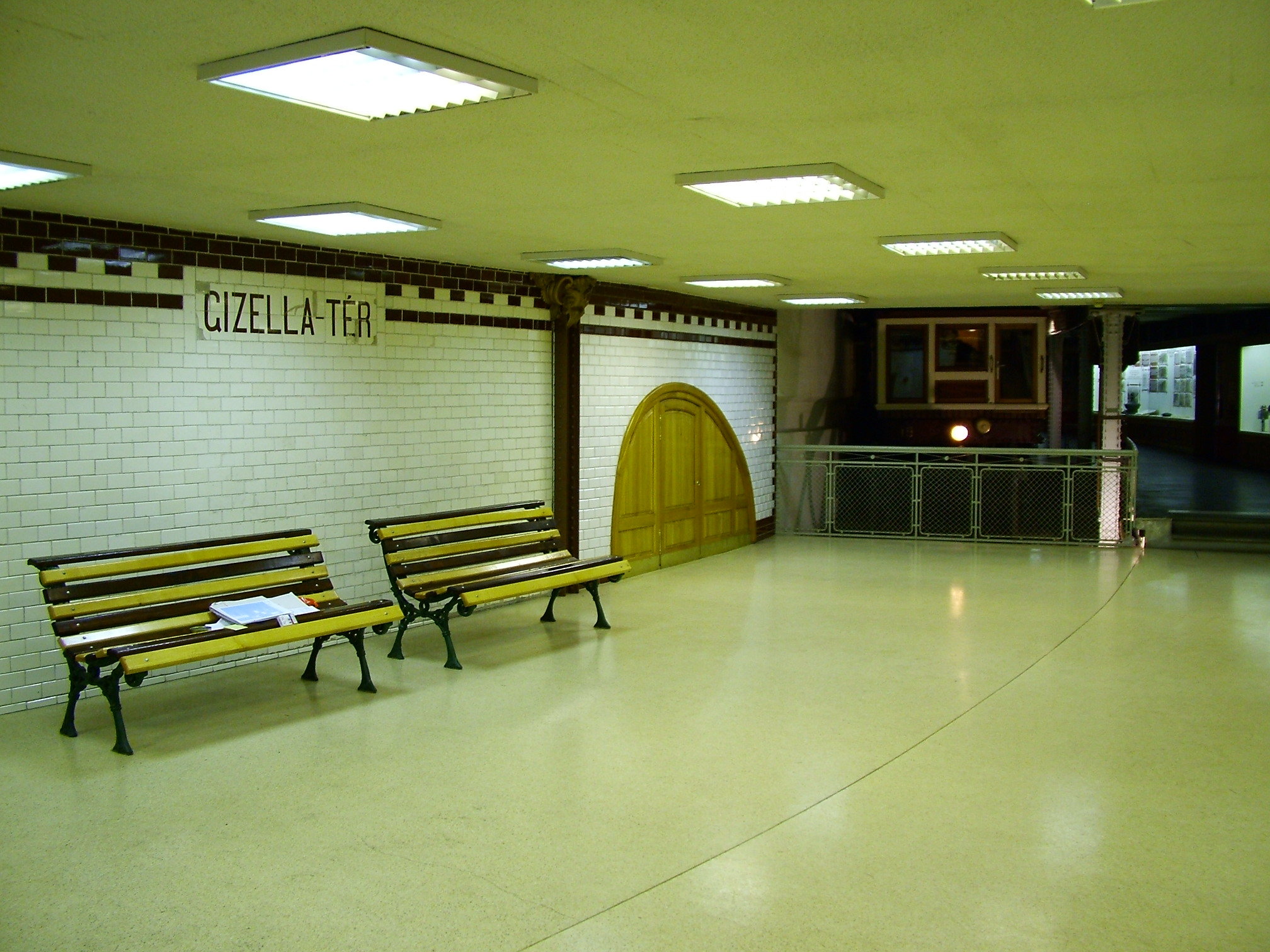
L'entrata al museo da Deák Ferenc tér, con la targa trasportatavi dalla successiva stazione e capolinea Gizella tér (oggi Vörösmarty tér)
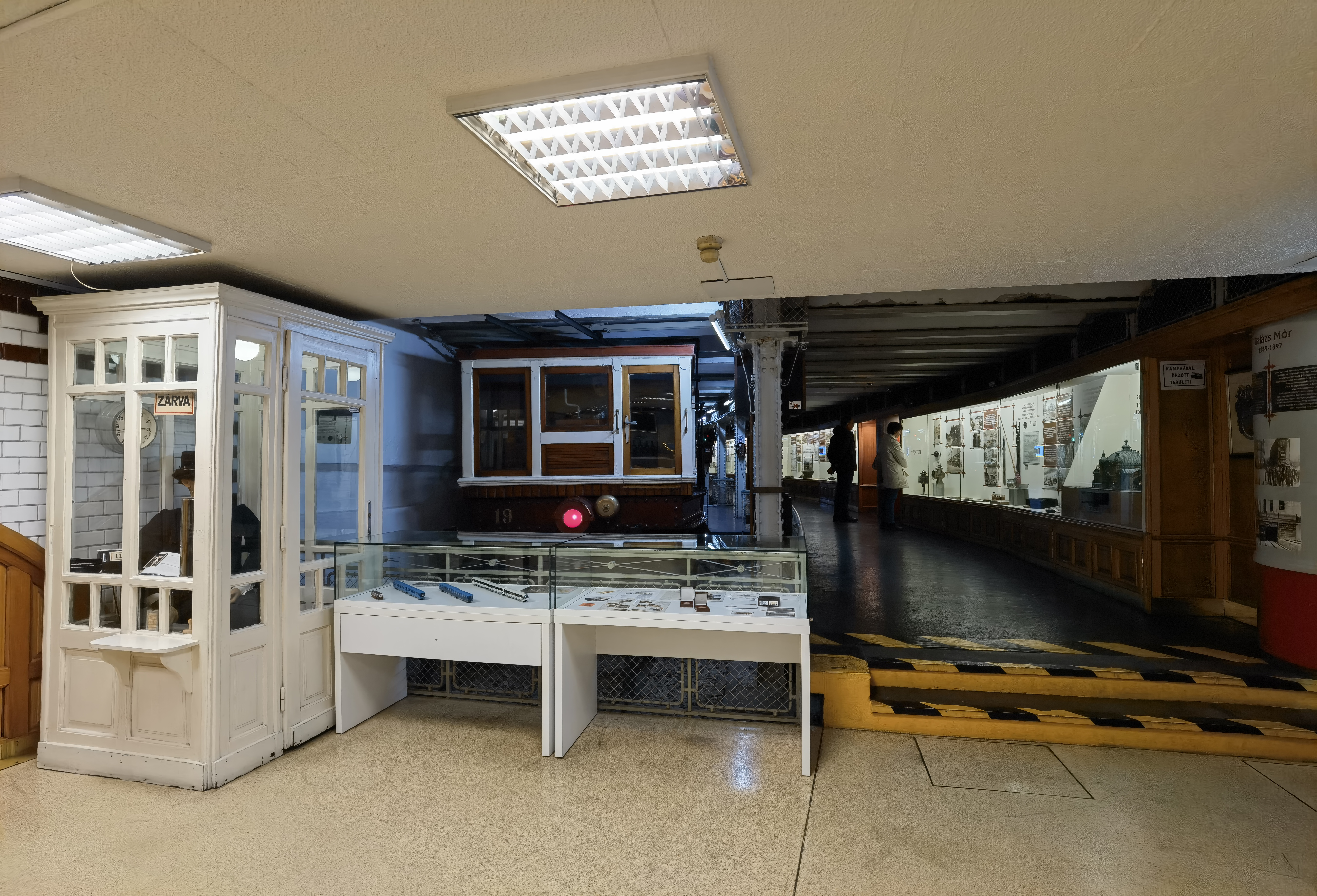
Ingresso al tunnel dismesso/museo
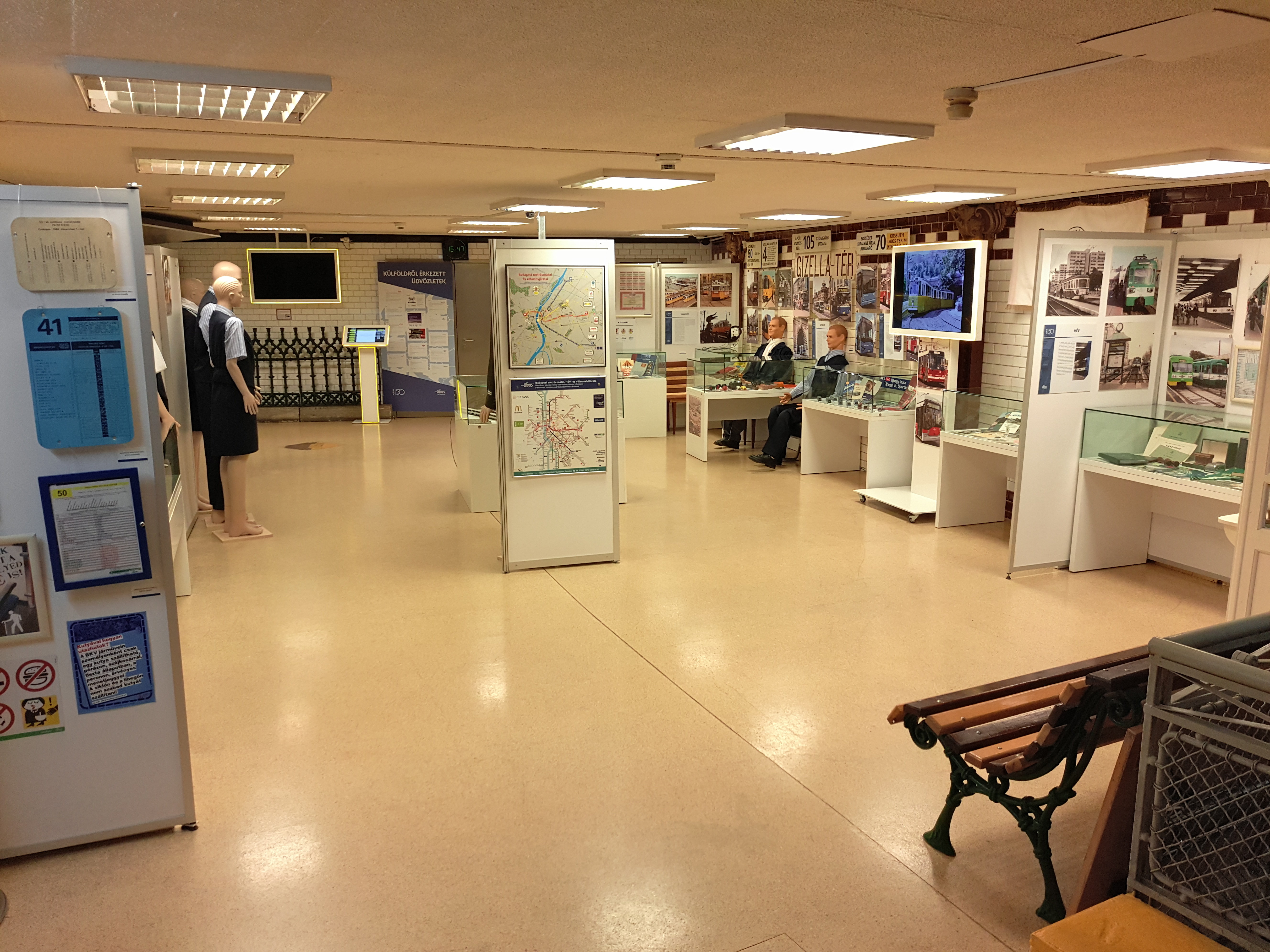
Sala espositiva
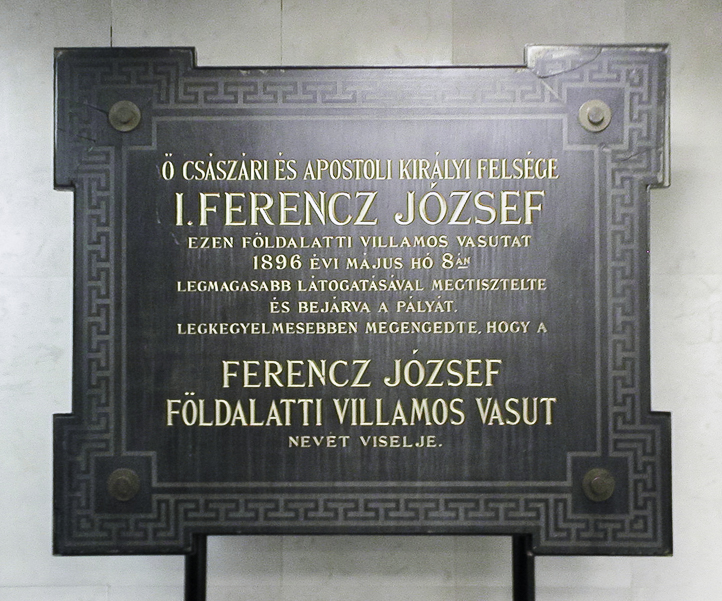
Targa originale commemorativa dell'inaugurazione della metropolitana
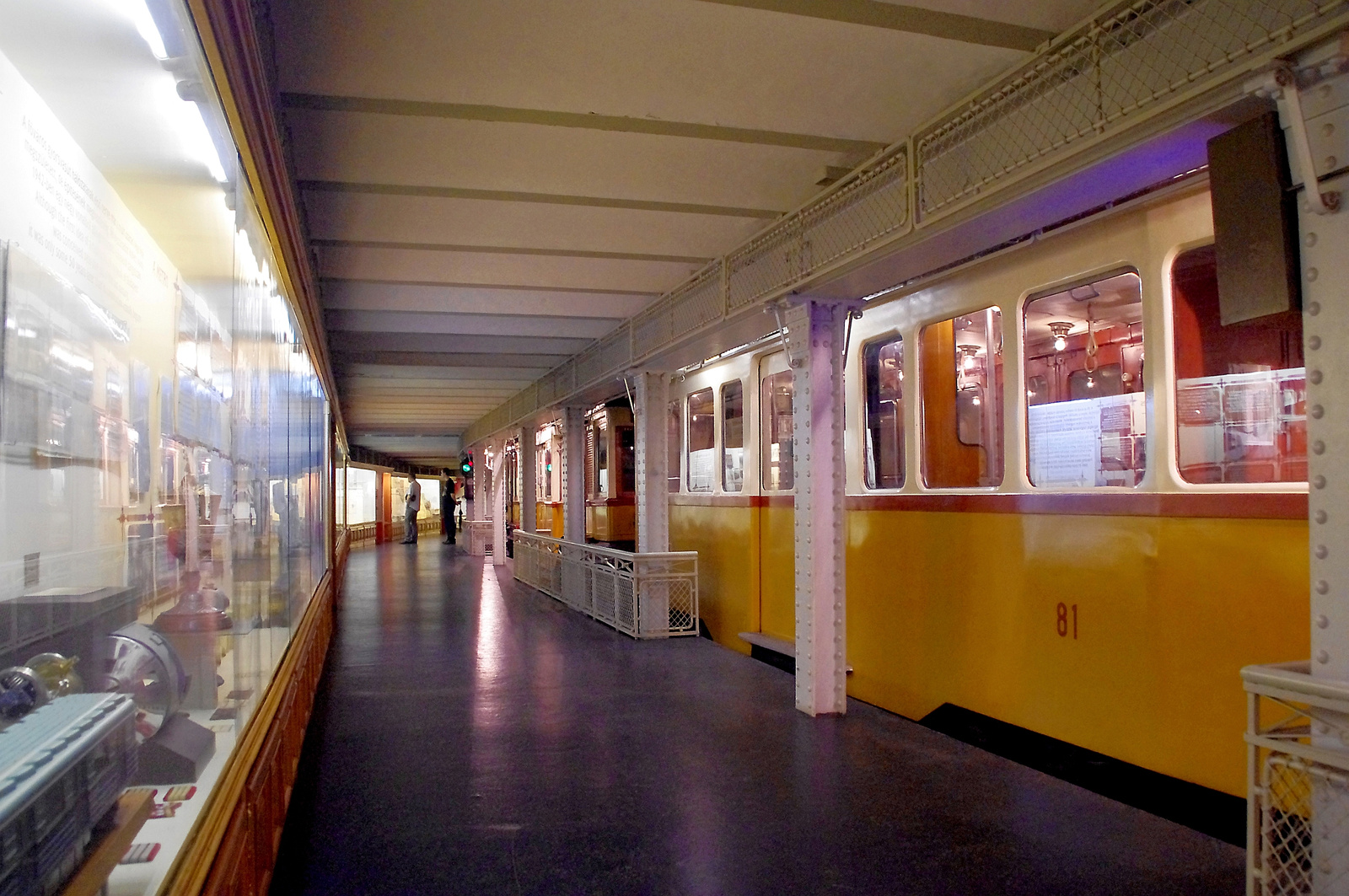
Il tunnel dismesso, con la vettura 81 sui binari e teche espositive sulla banchina